# Hybosciara gigantea
Hybosciara gigantea är en tvåvingeart som först beskrevs av Macquart 1844.  Hybosciara gigantea ingår i släktet Hybosciara och familjen sorgmyggor. Inga underarter finns listade i Catalogue of Life.